# Jamyang Rinchen Gyaltsen
 (août 2018).
Si vous disposez d'ouvrages ou d'articles de référence ou si vous connaissez des sites web de qualité traitant du thème abordé ici, merci de compléter l'article en donnant les références utiles à sa vérifiabilité et en les liant à la section « Notes et références ».
Jamyang Rinchen Gyaltsen (tibétain : ཇམ་དབྱངས་རིན་ཆེན་རྒྱལ་མཚན, Wylie : jam dbyangs rin chen rgyal mtshan, THL : jamyang rinchen gyaltsen), parfois écrit Jamyang Rinchen Gyeltsen, né vers 1257 et décédé le 5 février 1305, est un membre du clan Khön, il assume les fonctions de Sakya Trizin puis de précepteur impérial (dishi) de la cour de la dynastie Yuan.